# Ichimoku
Ichimoku kinkō hyō (jap. 一目均衡表) – rodzaj wykresu/wskaźnika wykorzystywanego do śledzenia trendów handlowych na prawie każdym rynku. Jest to wizualny system pozwalający inwestorowi szybko odróżnić konfiguracje handlowe o niskim prawdopodobieństwie od tych z wysokim prawdopodobieństwem.

## Historia
Wykresowy system Ichimoku Kinko Hyo został wynaleziony przez japońskiego dziennikarza Goichi Hosoda. Zaczął on rozwijać ten system przed II wojną światową z pomocą wielu studentów, których zatrudnił, aby określić optymalne formuły oraz scenariusze. Podobnie jak dziś byśmy użyli komputerowej symulacji, aby przetestować system na danych wstecz (tzw. backtesting). System finalnie został opublikowany w 1968, po ponad 20 latach testowania, kiedy Hosoda opublikował swoją książkę zawierającą finalną wersję systemu.
Ichimoku Kinko Hyo był szeroko używany w azjatyckich trading roomach od kiedy Hosoda opublikował swoją książkę. Został z sukcesem zastosowany do walut, kontraktów oraz akcji. Pomimo wielkiej popularności w Azji, Ichimoku nie pojawił się na zachodzie aż do 1990 r. z powodu małej ilości informacji w języku angielskim. Został zepchnięty do kategorii kolejnych "egzotycznych" wskaźników. Dopiero w początkach XXI w. zachodni inwestorzy zaczęli rozumieć znaczenie tego systemu.

## „Równowaga na rzut oka”
Nazwa Ichimoku Kinko Hyo, której tłumaczenie brzmi "wykres równowagi na rzut oka" trafnie opisuje system oraz to jak należy go używać, według opisu poniżej:
- Ichimoku korzysta z pięciu oddzielnych linii oraz komponentów, które nie są tworzone do analizowania osobno, lecz do używania łącznego jako integralnej części "całego obrazka" ruchów cen. Zatem jeden rzut oka na wykres Ichimoku dostarcza natychmiastowych informacji o nastrojach rynkowych, momentum oraz sile trendu;
- ruchy cen są stale mierzone oraz oceniane pod kątem równowagi lub jej braku.

Hosoda wierzył mocno w to, że rynek jest bezpośrednim odbiciem ludzkiej dynamiki i zachowania. Uważał, że ludzkie zachowanie może zostać określone warunkami stałego cyklicznego ruchu w obie strony bliżej oraz dalej od równowagi w ich życiu oraz interakcji.
Każdy z pięciu elementów, które tworzą Ichimoku, dostarcza własnego odbicia równowagi.

## Elementy Ichimoku
Wykres Ichimoku składa się z pięciu oddzielnych wskaźników liniowych. Te linie współpracują ze sobą, aby stworzyć kompletny "obraz Ichimoku". Podsumowanie jak każda z linii jest obliczana poniżej:
1. tenkan sen ("linia zwrotna")
(najwyższy poziom + najniższy poziom)/2 przez ostatnie 9 okresów
2. kijun sen ("linia standardowa")
(najwyższy poziom + najniższy poziom)/2 przez ostatnie 26 okresów
3. chikou span ("linia opóźniona")
obecna cena zamknięcia przeniesiona w czasie wstecz o 26 okresów
4. senkou span A ("1. linia prowadząca")
(tenkan sen + kijun sen)/2 przeniesiona w czasie w przód o 26 okresów
5. senkou span B ("2. linia prowadząca")
(najwyższy poziom + najniższy poziom) / 2 przez ostatnie 52 okresy przeniesione w czasie w przód o 26 okresów

Linie senkou span A i B zasługują na specjalne wspomnienie, ponieważ razem tworzą "kumo" czyli chmurę.

## Ustawienia Ichimoku
Każde obliczenia linii mają jedno lub dwa ustawienia bazujące na liczbie okresów. Po wielu badaniach Goichi Hosoda w końcu określił, że ustawienia 9, 26 oraz 52 są idealnymi ustawieniami do osiągania optymalnych rezultatów z Ichimoku. Liczbę 26 zaczerpnął z ówczesnego Japońskiego miesiąca handlowego (włączając soboty). Liczba 9 reprezentuje tydzień i pół, natomiast liczba 52 reprezentuje okres dwóch miesięcy. 
Standardowe ustawienia dla Ichimoku Kinko Hyo to 9, 26, 52.
Istnieje debata na temat czy ustawienia 9,26,52 są nadal właściwe, ponieważ standardowy miesiąc pracy na zachodzie nie wliczał sobót. W dodatku, w niescentralizowanych rynkach, które nie utrzymują standardowych godzin biznesowych jak forex (który funkcjonuje 24 h od pon. do pt.), niektórzy uważali że może być więcej odpowiednich ustawień. Pomimo tego, wielu profesjonalnych inwestorów używających Ichimoku, zgadza się, że standardowe ustawienia 9, 26, 52 działają nadzwyczaj dobrze i nie wymagają zmian.
Argumentem może być to, iż gdy funkcje Ichimoku Kinko Hyo jako finalnie dopasowane, będąc integralną całością, to zmieniając ustawienia na coś innego niż standardowe mogłoby wyprowadzić system z równowagi i przedstawiać błędne sygnały.